# Рындины
Ры́ндины — древний русский дворянский род.
Род внесён в VI часть родословной книги Вологодской губернии (Гербовник, I, 66).

## Происхождение и история рода
Восходит ко второй половине XVI века. Лука Рындин был дьяком в 1574 году. Рындин Другой Тимофеевич думный дьяк в Смутное время. Род жалован поместьями (1601).

## Описание герба
В серебряном поле изображена рука, выходящая из облаков, держащая натянутый лук со стрелой; а в нижней части рыба, плавающая в реке.
Щит увенчан обыкновенным дворянским шлемом с дворянской на нём короной. Намёт на щите серебряный, подложен голубым.

## Известные представители
- Рындин Филат Пересветович — московский дворянин (1692).
- Рындин Яков Иванович — стряпчий (1692).
- Кирилл Степанович Рындин (1754—1809) — сенатор, предводитель Вологодского дворянства в 1878-1890.
  - Его сын, Филадельф Кириллович (?—1829) — генерал-майор, герой Отечественной войны 1812 года.

На данный момент потомки рода проживают в России (Санкт-Петербург, Краснодарский край, Москва и др.) и в США (г. Портленд).